# كاميرون دوغلاس
كاميرون دوغلاس (بالإنجليزية: Cameron Douglas)‏ (و. 1978 – م) هو ممثل، من الولايات المتحدة الأمريكية، ولد في سانتا باربارا، كاليفورنيا.

## وصلات خارجية
- كاميرون دوغلاس على موقع IMDb (الإنجليزية)
- كاميرون دوغلاس على موقع قاعدة بيانات الفيلم (الإنجليزية)

كاميرون دوغلاس في قاعدة بيانات الأفلام على الإنترنت